# Mutsumi Inomata
Mutsumi Inomata (いのまた むつみ, Inomata Mutsumi) est une illustratrice et une animatrice japonaise née le 23 décembre 1960 et morte le 10 mars 2024. Elle est surtout connue pour ses travaux de character designer sur la série de jeux vidéo Tales of .

## Biographie
Née en 1960 dans la dans la préfecture de Kanagawa, elle travaille comme animatrice dans divers studios d'animation après être sortie du lycée. Elle devient également illustratrice de romans tels que la série de  light novels durant les années 1980. Après plusieurs années, elle devient chara-designeuse et travaille comme freelance pour le jeu vidéo (par exemple en concevant les personnages du jeu Tales of Destiny en 1997) ainsi que pour l'animation (comme pour la série Future GPX Cyber Formula en 1991). Elle continuera à travailler sur les épisodes suivants de la franchise Tales of, qui feront sa carrière jusqu'à sa mort.
Elle meurt le 10 mars 2024 à l'âge de 63 ans. Son décès est annoncé le 18 mars sur son compte X (Twitter) personnel par sa sœur, et confirmé par divers médias le même jour. L'éditeur Kadokawa l'annonce également en lui rendant hommage le même jour, ayant collaboré avec elle pour des mangas publiés dans le magazine Newtype.

## Œuvres principales

### Films
- Windaria (1986) : character design

### Séries animées
- Future GPX Cyber Formula (1991)
- Brain Powerd (1998)

### Jeux vidéo[6]

#### Character design
- EMIT (en) volumes 1 à 3 (1994)
- Surging Aura (1995)
- Tales of Destiny (1997)
- Tales of Eternia (2000)
- Tales of Rebirth (2004)
- Tales of Breaker (2005)
- Tales of Eternia Online (2006)
- Tales of the Tempest (2006)
- Tales of Hearts (2008) et Tales of Hearts R (2013)
- Tales of Graces (2009) et Tales of Graces f (2010)
- Tales of Xillia (2011)
- Tales of Zestiria (2015)
- Tales of Berseria (2016)

#### Autres
- Alpha (en) (1988) : illustration de jaquette
- Arcus Odyssey (1991) : illustration de jaquette
- Tekken 5 (2004) : costumes additionnels
- Tekken: Dark Resurrection (2005) : costumes additionnels
- Tekken Tag Tournament 2 (2011) : costumes additionnels